# Château de Sigy
Pour l’article homonyme, voir Château de Sigy-le-Châtel.
Le château de Sigy est un château situé à Sigy dans le département français de Seine-et-Marne. Il est habité par la même famille depuis 18 générations.

## Situation
Le château est situé sur la commune de Sigy en Seine-et-Marne.

## Histoire
Le château est inscrit aux monuments historiques depuis 1984.